# Brunhais
Brunhais é uma povoação portuguesa do Município de Póvoa de Lanhoso que foi sede da extinta Freguesia de Brunhais, freguesia que tinha 3,44 km² de área e 313 habitantes (2011), e, por isso, uma densidade populacional de 91 hab/km².
A Freguesia de Brunhais foi extinta (agregada) pela última Reorganização administrativa do território das freguesias, de acordo com a Lei nº 11-A/2013 de 28 de Janeiro, tendo o seu território sido agregado ao da Freguesia de Esperança para constituir a União de freguesias de Esperança e Brunhais com sede em Esperança.

## População
| População da freguesia de Brunhais (1864 – 2011) | População da freguesia de Brunhais (1864 – 2011) | População da freguesia de Brunhais (1864 – 2011) | População da freguesia de Brunhais (1864 – 2011) | População da freguesia de Brunhais (1864 – 2011) | População da freguesia de Brunhais (1864 – 2011) | População da freguesia de Brunhais (1864 – 2011) | População da freguesia de Brunhais (1864 – 2011) | População da freguesia de Brunhais (1864 – 2011) | População da freguesia de Brunhais (1864 – 2011) | População da freguesia de Brunhais (1864 – 2011) | População da freguesia de Brunhais (1864 – 2011) | População da freguesia de Brunhais (1864 – 2011) | População da freguesia de Brunhais (1864 – 2011) | População da freguesia de Brunhais (1864 – 2011) |
| ------------------------------------------------ | ------------------------------------------------ | ------------------------------------------------ | ------------------------------------------------ | ------------------------------------------------ | ------------------------------------------------ | ------------------------------------------------ | ------------------------------------------------ | ------------------------------------------------ | ------------------------------------------------ | ------------------------------------------------ | ------------------------------------------------ | ------------------------------------------------ | ------------------------------------------------ | ------------------------------------------------ |
| 1864                                             | 1878                                             | 1890                                             | 1900                                             | 1911                                             | 1920                                             | 1930                                             | 1940                                             | 1950                                             | 1960                                             | 1970                                             | 1981                                             | 1991                                             | 2001                                             | 2011                                             |
| 389                                              | 360                                              | 373                                              | 433                                              | 426                                              | 401                                              | 401                                              | 448                                              | 479                                              | 476                                              | 392                                              | 434                                              | 365                                              | 332                                              | 313                                              |